# Pozitivistický kalendář
Pozitivistický kalendář byla kalendářní reforma, kterou navrhl Auguste Comte v roce 1849. Comte vypracoval solární kalendář, který se skládal ze 13 měsíců o 28 dnech a z dodatečného svátku, který připomínal smrt, takže měl dohromady 365 dní. Tento den, který byl přidaný k poslednímu měsíci, byl mimo dny týdenního cyklu, takže každý měsíc začínal vždy pondělím.
Měsíce byly pojmenovány v chronologickém historickém pořadí podle významných osobností západoevropských dějin v oblasti vědy, náboženství, filozofie, průmyslu a literatury.

## Názvy měsíců
1. Mojžíš
2. Homér
3. Aristotelés
4. Archimédés
5. Caesar
6. Svatý Pavel
7. Karel
8. Dante
9. Gutenberg
10. Shakespeare
11. Descartes
12. Fridrich
13. Bichat